# Acido fitanico
L'acido fitanico (o acido 3,7,11,15-tetrametil esadecanoico) è un acido grasso saturo terpenoide, cioè con una catena ramificata analoga al terpene, che l'uomo introduce nell'organismo attraverso il consumo di latticini, grasso di animali ruminanti, e alcuni pesci. Si stima che con una normale dieta occidentale si possano introdurre circa 50–100 mg di acido fitanico al giorno. In uno studio condotto ad Oxford, gli individui che consumavano carne avevano, in media, una concentrazione plasmatica di acido fitanico 6-7 volte più elevata rispetto ad individui vegani.

## Metabolismo, ruolo biologico e patologia nell'uomo
Diversamente dalla maggior parte degli acidi grassi, l'acido fitanico non può essere metabolizzato attraverso una β-ossidazione.
Viene invece sottoposto ad una α-ossidazione nei perossisomi, dove viene convertito in acido pristanico con la rimozione di un atomo di carbonio. L'acido pristanico subisce poi vari cicli di β-ossidazione nel perossisomi a formare acidi grassi a catena media, a loro volta convertiti in anidride carbonica e acqua nei mitocondri.
Gli individui adulti affetti dalla malattia di Refsum, una malattia autosomica recessiva che si caratterizza per una serie di disturbi neurologici, e che è causata da mutazioni nel gene PHYH, presentano una alterazione nell'attività di α-ossidazione ed in essi si accumulano grandi quantità di acido fitanico nel sangue e nei tessuti. Questo deposito comporta spesso l'insorgenza di polineuropatia periferica, atassia cerebellare, retinite pigmentosa, anosmia, e la perdita dell'udito.

### Altre funzioni
L'acido fitanico e i suoi metaboliti sono stati segnalati per la capacità di legare e/o attivare i fattori della trascrizione PPAR-alfa (in inglese peroxisome proliferator-activated receptor alpha) ed il recettore retinoide X (RXR in inglese retinoid X receptor).

## Presenza in altri organismi
Negli animali ruminanti la fermentazione nell'intestino del materiale vegetale ingerito libera fitolo, un costituente della clorofilla, che viene poi convertito in acido fitanico e conservato nel tessuto adiposo. Recentemente, è stato provato che le grandi scimmie (i bonobo, gli scimpanzé, i gorilla e gli oranghi), al contrario degli esseri umani, sono in grado di ricavare notevoli quantità di acido fitanico dalla fermentazione dei materiali vegetali ingeriti.
Le spugne di mare ed altre porifere contengono acidi terpenoidi come ad esempio l'acido 4,8,12-trimetiltridecanoico, acido fitanico e pristanico, il che potrebbe avere una rilevanza chemotassonomica.
Alcuni insetti, come lo scarabeo o pulce dei tuberi, sono in grado di utilizzare il fitolo ed i suoi metaboliti (ad esempio l'acido fitanico) come deterrente chimico contro i predatori. Questi composti provengono dalle piante ospiti.